# Prostemmiulus alveatus
Prostemmiulus alveatus är en mångfotingart som beskrevs av Loomis 1937. Prostemmiulus alveatus ingår i släktet Prostemmiulus och familjen Stemmiulidae. Inga underarter finns listade i Catalogue of Life.